# 1954년 아시안 게임 싱가포르 선수단
1954년 아시안 게임 싱가포르 선수단은 필리핀 마닐라에서 개최된 1954년 아시안 게임에 참가한 아시안 게임 싱가포르 선수단이다. 